# 1539 a tudományban
Az 1539. év a tudományban és a technikában.

## Születések
- Humphrey Gilbert angol hajós, felfedező, az észak-amerikai gyarmatalapítások résztvevője († 1583)

## Halálozások
- augusztus – Vannoccio Biringuccio itáliai kémikus  (* 1480)